# Памятник святым равноапостольным Кириллу и Мефодию
Памятник святым равноапостольным Кириллу и Мефодию — памятник Кириллу и Мефодию, установленный в сквере между районным лицеем и Храмом Покрова Пресвятой Богородицы в станице Каневская Каневского района Краснодарского края Российской Федерации. Автор памятника — Дмитрий Лындин. Открыт 30 сентября 2012 года.

## Описание
Памятник установлен в станице Каневская в сквере (имеющем неофициальное название «Площадь Просвещения») между районным лицеем и Храмом Покрова Пресвятой Богородицы. Представляет собой бронзовый монумент высотой 3,7 метра из двух фигур, изображающих святых просветителей Кирилла и Мефодия в монашеских одеяниях. Фигура Мефодия прижимает Священное Писание к груди. Правая рука фигуры Кирилла прижимает макет храма к груди, а в её левой руке находится свиток русского алфавита. Оба просветителя в монашеских одеяниях. Лица фигур обращены в сторону лицея, за их спинами расположен храм. Монумент установлен на постаменте из гранита. На постаменте имеется надпись «Святым равноапостольным Кириллу и Мефодию».

## История
Решение об установке памятника было принято 11 марта 2012 года на втором заседании организационного комитета по подготовке к празднованию 100-летия Свято-Покровского храма. Предполагалось, что на изготовление памятника может уйти четыре месяца и два миллиона рублей, которые планировалось собрать за счёт бюджетов Каневского района и Каневского сельского поселения, средств спонсоров и других поступлений.
Автором памятника стал ростовский скульптор Дмитрий Лындин. Памятник был отлит в Ростове-на-Дону. Памятник был изготовлен и установлен за счёт пожертвований каневчан. Открыт 30 сентября 2012 года и в тот же день освящён в честь 100-летия Храма Покрова Пресвятой Богородицы. Освящение провёл Герман — епископ Ейский.
Наталье Апанасовой (главному архитектору Каневского района) и Дмитрию Лындину за участие в реконструкции площади и в создании памятника были вручены благодарственные письма.
1 апреля 2022 года был произведён косметический ремонт памятника силами работников Каневского районного Дворца культуры.

## Культурное влияние
С момента открытия памятника возле него проводятся церковно-светские празднования Дня
славянской письменности и культуры (Дня памяти святых равноапостольных братьев Мефодия и Кирилла) и Дня православной книги.
Памятник посещается отдающими дань памяти святым туристическими и паломническими группами, молящимися о помощи в учёбе выпускниками, абитуриентами и студентами, новокрещёными с их крёстными родителями, фотографирующимися участниками свадебных церемоний.

## Отзывы
По утверждению автора книжной презентации «225 лет Каневской: люди и времена, события и памятники» Елены Бутенко, фигуры памятника символизируют собой неугасимые свечи и выполнены в соответствии с каноническими правилами Православной Церкви. Бутенко считает, что лицо Кирилла изображено тонким, одухотворённым, полным задумчивости, лицо Мефодия — самой мудростью, фигура Мефодия — полной энергии и сил. По утверждению Бутенко, Священное Писание в руках Мефодия символизирует его неустанную пастырскую деятельность. По мнению Бутенко, искусным обрамлением памятнику служит сквер с его яркими клумбами, розариями, платановыми аллеями, и газонами, покрытыми вечно зелёной растительностью.